# Carretera de Birmania

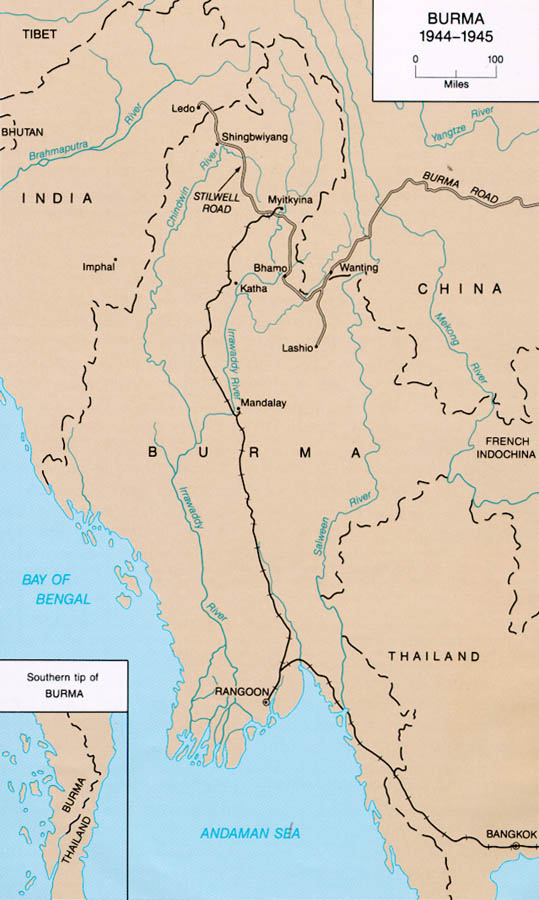
Las carreteras de Burma y Ledo.

La carretera de Birmania es una carretera que conecta Birmania con China. La carretera conecta Kunming en China con Lashio, en la Birmania británica.

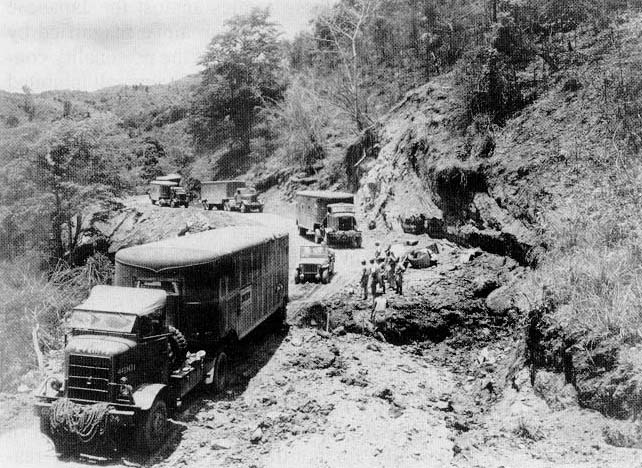
Un convoy aliado viaja por la carretera.

La carretera posee unos 1130 km de longitud y atraviesa una región montañosa. La sección china de la carretera fue construida por 200 000 obreros durante la segunda guerra sino-japonesa en 1937 y fue completada al año siguiente. Durante la Segunda Guerra Mundial, los británicos enviaron suministros a los chinos a través de esta carretera, para apoyarlos en la guerra contra el Imperio del Japón. Los suministros eran descargados en Rangún y transportados en tren a Lashio, donde iniciaba la carretera. Después de la campaña de Birmania, los japoneses capturaron la región, y los Aliados debieron transportar los suministros a través de un puente aéreo sobre el Himalaya conocido como la Joroba. El general estadounidense Joseph Stilwell ordenó la construcción de la carretera de Ledo para conectar Assam en la India británica con la carretera de Birmania en el norte, que continuaba en manos aliadas.
- Datos: Q478684
- Multimedia: Burma Road / Q478684